# SV 트란스발
SV 트란스발(네덜란드어: S.V. Transvaal)은 파라마리보를 연고로 하는 수리남의 축구 클럽이다. 이 클럽은 1921년에 창단되었으며 현재는 호프드클라서에 출전하고 있다.

## 성적
- 호프드클라서 (우승 19회): 1925, 1937, 1938, 1950, 1951, 1962, 1965, 1966, 1967, 1968, 1969, 1970, 1973, 1974, 1990, 1991, 1996, 1997, 2000
- 베커르 판 쉬리나머 (우승 3회): 1996, 2002, 2008
- 수리남 프레지던트컵 (수리남 슈퍼컵, 우승 2회): 1997, 2008
- CONCACAF 챔피언스리그 (우승 2회): 1973, 1981

틀:SVB 톱클라세